# Форман (Арканзас)
Форман (англ. Foreman) — місто (англ. city) в США, в окрузі Літтл-Рівер штату Арканзас. Населення — 977 осіб (2020).

## Географія
Форман розташований на висоті 127 метрів над рівнем моря за координатами 33°43′10″ пн. ш. 94°23′52″ зх. д. / 33.71944° пн. ш. 94.39778° зх. д. (33.719445, -94.397639).  За даними Бюро перепису населення США в 2010 році місто мало площу 5,12 км², з яких 5,09 км² — суходіл та 0,03 км² — водойми.

## Демографія
Згідно з переписом 2010 року, у місті мешкало 1011 особа в 441 домогосподарстві у складі 263 родин. Густота населення становила 198 осіб/км².  Було 542 помешкання (106/км²). 
Расовий склад населення:
| - 66,7 % — білих - 26,6 % — чорних або афроамериканців - 2,2 % — корінних американців - 1,7 % — осіб інших рас |

До двох чи більше рас належало 2,9 %. Іспаномовні складали 3,3 % від усіх жителів.
За віковим діапазоном населення розподілялося таким чином: 24,2 % — особи молодші 18 років, 59,0 % — особи у віці 18—64 років, 16,8 % — особи у віці 65 років та старші. Медіана віку мешканця становила 41,5 року. На 100 осіб жіночої статі у місті припадало 95,6 чоловіків;  на 100 жінок у віці від 18 років та старших — 91,0 чоловіків також старших 18 років.
Середній дохід на одне домашнє господарство  становив 45 716 доларів США (медіана — 37 250), а середній дохід на одну сім'ю — 58 264 долари (медіана — 51 161). Медіана доходів становила 41 094 долари для чоловіків та 32 917 доларів для жінок. За межею бідності перебувало 23,2 % осіб, у тому числі 46,7 % дітей у віці до 18 років та 13,9 % осіб у віці 65 років та старших.
Цивільне працевлаштоване населення становило 424 особи. Основні галузі зайнятості: освіта, охорона здоров'я та соціальна допомога — 26,2 %, роздрібна торгівля — 22,6 %, виробництво — 18,9 %.
За даними перепису населення 2000 року в Формані проживало 1125 осіб, 297 сімей, налічувалося 490 домашніх господарств і 566 житлових будинків. Середня густота населення становила близько 220,6 осіб на один квадратний кілометр. Расовий склад Формана за даними перепису розподілився таким чином: 67,29 % білих, 27,29 % — чорних або афроамериканців, 1,96 % — корінних американців, 2,40 % — представників змішаних рас, 1,07 % — інших народів. Іспаномовні склали 2,04 % від усіх жителів міста.

Населення міста за віковим діапазоном за даними перепису 2000 року розподілилося таким чином: 25,5 % — жителі молодше 18 років, 8,4 % — між 18 і 24 роками, 23,9 % — від 25 до 44 років, 23,3 % — від 45 до 64 років і 18,8 % — у віці 65 років та старше. Середній вік мешканця склав 39 років. на кожні 100 жінок в Формані припадало 84,4 чоловіків, у віці від 18 років та старше — 79,4 чоловіків також старше 18 років.
Середній дохід на одне домашнє господарство в місті склав 22 176 доларів США, а середній дохід на одну сім'ю — 29 231 долар. При цьому чоловіки мали середній дохід в 26 944 долара США на рік проти 18 229 доларів середньорічного доходу у жінок. Дохід на душу населення в місті склав 13 202 долари на рік. 18,2 % від усього числа сімей в населеному пункті і 26,7 % від усієї чисельності населення перебувало на момент перепису населення за межею бідності, при цьому 32,9 % з них були молодші 18 років і 34,3 % — у віці 65 років та старше.